# Transformatorenstation Rohrlachstraße
Die ehemalige Transformatorenstation in der Rohrlachstraße 23a ist eine denkmalgeschützte Transformatorenstation im Ortsbezirk Nördliche Innenstadt der rheinland-pfälzischen Stadt Ludwigshafen am Rhein. Im Nachrichtlichen Verzeichnis der Kulturdenkmäler ist sie als Kulturdenkmal verzeichnet.
Das Bauwerk im Stil des Neuen Bauens wurde 1925 errichtet. Es handelt sich um einen rechteckigen, roten Klinkerbau mit einem runden Vorbau und Flachdach.
Ein Teil der Rohrlachstraße ist als Denkmalzone ausgewiesen (Nr. 40–46, 53).